# Kirchberg am Wechsel
Kirchberg am Wechsel is een gemeente in de Oostenrijkse deelstaat Neder-Oostenrijk, gelegen in het district Neunkirchen (NK). De gemeente heeft ongeveer 2300 inwoners.

## Geografie
Kirchberg am Wechsel heeft een oppervlakte van 51,17 km². Het ligt in het oosten van het land, ten zuidwesten van de hoofdstad Wenen.
Altendorf · Aspang-Markt · Aspangberg-Sankt Peter · Breitenau · Breitenstein · Buchbach · Bürg-Vöstenhof · Edlitz · Enzenreith · Feistritz am Wechsel · Gloggnitz · Grafenbach-Sankt Valentin · Grimmenstein · Grünbach am Schneeberg · Höflein an der Hohen Wand · Kirchberg am Wechsel · Mönichkirchen · Natschbach-Loipersbach · Neunkirchen · Otterthal · Payerbach · Pitten · Prigglitz · Puchberg am Schneeberg · Raach am Hochgebirge · Reichenau an der Rax · Scheiblingkirchen-Thernberg · Schottwien · Schrattenbach · Schwarzau am Steinfeld · Schwarzau im Gebirge · Seebenstein · Semmering · Sankt Corona am Wechsel · Sankt Egyden am Steinfeld · Ternitz · Thomasberg · Trattenbach · Warth · Wartmannstetten · Willendorf · Wimpassing im Schwarzatale · Würflach · Zöbern
- Gemeinsame Normdatei: 4114198-2
- Library of Congress Control Number: n79016591
- MusicBrainz: d9a73397-6d97-4de6-a9b1-5fac66b93faf
- Nationale Bibliotheek van Tsjechië: ge413243
- Nationale Bibliotheek van Israël: 987007554819805171
- Virtual International Authority File: 132021622
- WorldCat: E39PBJkT8C4PbyyP8D3TctY3wC